# Família Melibeia
A família Melibeia é uma uma pequena família de asteroides localizados no cinturão principal. A família é nomeado devido ao primeiro asteroide que foi classificado neste grupo, o 137 Melibeia.

## Os maiores membros desta família
| Nome         | Diâmetro  | Semieixo maior | Inclinação orbital | Excentricidade orbital | Ano da descoberta |
| ------------ | --------- | -------------- | ------------------ | ---------------------- | ----------------- |
| 137 Melibeia | 145,42 km | 3,118 UA       | 13,412 °           | 0,218                  | 1874              |
| 791 Ani      | 103,52 km | 2,493 UA       | 16,386 °           | 0,200                  | 1914              |
| 2829 Bobhope | 38,25 km  | 3,085 UA       | 14,326 °           | 0,193                  | 1948              |